# 八代市立高田小学校
八代市立高田小学校（やつしろしりつ こうだしょうがっこう）は、熊本県八代市豊原中町にある公立小学校。

## 沿革
- 1872年（明治5年） - 松岡康平、郡豊水氏等数名によって温知学舎創立
- 1873年（明治6年）4月 - 高田小学校と改称
- 1873年（明治6年） - 公立豊原小学校と改称。大字本野に本野分教場設立
- 1886年（明治19年） - 本校と分教場を合併し豊原尋常小学校と改称
- 1887年（明治20年） - 高田尋常小学校と改称
- 1906年（明治39年） - 高田尋常高等小学校と改称
- 1941年（昭和16年） - 高田国民学校と改称
- 1947年（昭和22年） - 八代郡高田村立高田小学校と改称
- 1954年（昭和29年） - 八代市立高田小学校と改称

## 学校周辺
- 球磨川
- 国道3号
- 国道219号
- 熊本県立八代南高等学校
- 熊本県立八代工業高等学校
- 肥薩おれんじ鉄道 肥薩おれんじ鉄道線 肥後高田駅